# ロイ・リー
ロイ・リー（Roy Lee, 1969年3月23日 - ）はアメリカの映画プロデューサー。リーの製作会社であるVertigo Entertainmentは、ワーナー・ブラザースとファーストルック契約を結んでいる。

## 若いころ
リーは1969年、ニューヨーク州ブルックリンにあるウィッコフハイツ病院で、韓国人の両親のもとに生まれた。医者である父と、母は、アメリカに来てまだ3年しか経っておらず、まだ慣れていない状態であった。敬虔なクリスチャンである母は、彼が牧師になることを望んでいた。
ジョージ・ワシントン大学在学中に、リーは法律事務所のFried, Frank, Harris, Shriver &amp; Jacobsonでインターンを務めた。 GWUを卒業後は、アメリカン大学ワシントン・カレッジ・オブ・ローのロースクールに入学し、企業法務の分野で活躍することを目指した。

## キャリア
1996年、アメリカン大学のロースクールを卒業し、フリード・フランク弁護士事務所で8カ月間働いた後、ロサンゼルスに移り、アルファヴィルという制作会社で「トラッカー」として働いた。トラッカーは、スペック・マテリアルやディールメイキングをモニターする仕事である。当時のトラッカーは、電話で情報を共有し、常に更新し合うという無限のサイクルを繰り返していた。

### オンライン・トラッキング
リーの"トラッカー"仲間の一人、Polly Cohen Johnsenは、Jersey Filmsのストーリー部門を更新していたが、彼らのトラッキング・グループをオンラインにするというアイデアを持っていた。リーは、Propaganda FilmsのJohnsenおよびGlenn Gregoryと協力して、毎日の電話でのやり取りをオンラインのトラッキング・グループに変えた。1997年、リーは20人の友人のためにTrackerというインターネット掲示板を立ち上げ、彼らは脚本を評価し、それぞれに関するトラッカー情報を投稿した。
その後半年以内に、リーはハリウッドの制作会社やスタジオのトラッカーたちのために、25のオンライングループを立ち上げた。すべてのグループに所属しているのはリーだけだったので、最高の情報を得ることができた。リーのプロジェクトは、スペック・スクリプト市場を一変させた。スペック・スクリプトやピッチは売れ続けていたが、弱いマテリアルはより早く、しばしば1日で却下され、多くのエージェントは不満を感じていた。オンライン・トラッキングは市場を加速させ、より誠実さをもたらし、開発担当者がより効果的にマテリアルを選別することを可能にし、エージェントやプロデューサーにはより良いマテリアルを表現するようプレッシャーをかけることができるようになった。
1999年、リーは友人であるクリス・ベンダーとJ・C・スピンクの2人が経営するタレントマネジメント会社であるBenderSpink社で働くことになった。彼はインターネット上のコンテンツ、つまりパソコンで再生されるショートフィルムの発掘を任された。同年、Ed Kashibaとリーは、初心者の脚本家が自分の脚本を評価してもらうためのオンライン手法であるScriptshark.comを開発した。彼らはその後、パートナーとしてSean Connollyを迎えたが、最終的には2001年にサイトをiFilmに売却した。iFilmはその後、Scriptshark.comをThe New York Timesに売却した。Scriptsharkは2016年に閉鎖されたばかりである。

### ヴァーティゴ・エンターテインメント
2001年秋、すべての主要スタジオで映画プロジェクトを立ち上げた後、リーはBenderSpinkを離れ、ダグ・デイヴィソンと一緒にVertigo Entertainmentを設立した。一緒にプロジェクトを進める際には、リーが売り込みを行い、デイヴィソンがフォローアップを担当した。リーが、当初、最も苦労したのは海外とのコンタクトであったという。
リーは、アジアの配給会社に、「自分たちの映画は、字幕のせいでアメリカでは売れないだろうから、リメイク権を売ったほうが儲かる」と説明して、取引を成立させていた。そして、権利者には「自分が無償で代理して権利を守る」と確約した（アメリカのスタジオは、映画ができたときに彼の報酬を支払う）。かつて、アジアの会社のために交渉権を確保したリーは、スタジオに「誰かが苦労して撮った脚本で、誰かの本国でテストされてヒットした作品だと思ってくれ」と言った。
リーは、2002年にゴア・ヴァービンスキー監督の大ヒット作『ザ・リング』で、初めて映画のプロデュースを担当した。その後、サラ・ミシェル・ゲラー主演で、2002年の日本映画『呪怨』（清水崇監督）をベースにした2004年のお化け屋敷ホラー映画『THE JUON/呪怨』をプロデュースした。2004年10月に公開されたこの作品は、ホラー映画としては最大のオープニング週末興行収入を記録した。
2006年10月に公開された『呪怨 パンデミック』は、アンバー・タンブリンとゲラーが主演し、清水監督がメガホンを執った。初週末の興行成績は2,200万ドルでトップとなった。同じく2006年10月には、マーティン・スコセッシ監督、レオナルド・ディカプリオ、マット・デイモン、ジャック・ニコルソン出演のワーナー・ブラザースの犯罪スリラー映画『ディパーテッド』が公開され、オープニング週末に2,700万ドルの興行収入を記録した。これはスコセッシ監督にとって過去最大のオープニング興行収入となった。その後、『ディパーテッド』は、第79回アカデミー賞で最優秀作品賞を受賞した。
彼はダグ・デイヴィソンと共にウルグアイの短編映画『Ataque de Pánico!』のエグゼクティブ・プロデューサーを務めた。

## フィルモグラフィ

### 映画
| 年   | 題名                                                                     | 役職                                 | 備考 |
| ---- | ------------------------------------------------------------------------ | ------------------------------------ | --- |
| 2002 | ザ・リング The Ring                                                      | 製作総指揮                           | 『リング』(1998)のリメイク版                                                                                                   |
| 2004 | THE JUON/呪怨 The Grudge                                                 | 製作総指揮                           | 『呪怨』(2002)のリメイク版 |
| 2005 | ザ・リング2 The Ring Two                                                 | 製作総指揮                           | |
| 2005 | ダーク・ウォーター Dark Water                                            | 製作                                 | 『仄暗い水の底から』(2002)のリメイク版                                                                                         |
| 2006 | 南極物語 Eight Below                                                     | 製作総指揮                           | 『南極物語』(1983)のリメイク版                                                                                                 |
| 2006 | イルマーレ The Lake House                                                | 製作                                 | 『イルマーレ』(2000)のリメイク版                                                                                               |
| 2006 | ディパーテッド The Departed                                              | 製作総指揮                           | 『インファナル・アフェア』(2002)のリメイク版                                                                                   |
| 2006 | 呪怨 パンデミック The Grudge 2                                           | 製作総指揮                           | |
| 2007 | インベージョン The Invasion                                              | 製作総指揮                           | 原作は「The Body Snatchers」                                                                                                   |
| 2008 | 処刑教室 Assassination of a High School President                        | 製作                                 | |
| 2008 | アイズ The Eye                                                           | 製作総指揮                           | 『the EYE 【アイ】』(2002)のリメイク版                                                                                         |
| 2008 | シャッター Shutter                                                       | 製作                                 | 『心霊写真』(2004)のリメイク版                                                                                                 |
| 2008 | ストレンジャーズ/戦慄の訪問者 The Strangers                              | 製作                                 | |
| 2008 | 猟奇的な彼女 in NY My Sassy Girl                                         | 製作総指揮                           | 『猟奇的な彼女』(2001)のリメイク版                                                                                             |
| 2008 | The Echo                                                                 | 製作                                 | Sigaw(2004)のリメイク版 |
| 2008 | REC:レック/ザ・クアランティン Quarantine                                 | 製作                                 | 『REC/レック』(2007)のリメイク版                                                                                               |
| 2008 | シャッフル2 エクスチェンジ Possession                                    | 製作                                 | 『純愛中毒』Addicted(2002)のリメイク版                                                                                         |
| 2009 | ゲスト The Uninvited                                                     | 製作                                 | 『箪笥』A Tale of Two Sisters(2003)のリメイク版                                                                                |
| 2009 | 呪怨 ザ・グラッジ3 The Grudge 3                                          | 製作総指揮                           | |
| 2010 | ヒックとドラゴン How to Train Your Dragon                                | 製作                                 | ボニー・アーノルドと共同製作                                                                                                   |
| 2011 | REC/レック ザ・クアランティン2 ターミナルの惨劇 Quarantine 2: Terminal   | 製作                                 | |
| 2011 | ザ・ルームメイト The Roommate                                            | 製作                                 | |
| 2011 | ミッシング ID Abduction                                                  | 製作                                 | |
| 2011 | ザ・インシデント Asylum Blackout                                         | 製作                                 | |
| 2012 | ウーマン・イン・ブラック 亡霊の館 The Woman in Black                     | 製作総指揮                           | |
| 2013 | オールド・ボーイ Oldboy                                                  | 製作                                 | 『オールド・ボーイ』(2003)のリメイク版で、1996年に出版された出版された同名漫画の2度目の公式映画化。                            |
| 2014 | ハッピーボイス・キラー The Voices                                        | 製作                                 | |
| 2014 | LEGO ムービー The Lego Movie                                             | 製作                                 | |
| 2014 | GODZILLA ゴジラ Godzilla                                                 | 製作                                 | プリプロダクション中のプロデューサー。レジェンダリー・ピクチャーズはリーとダン・リンを解雇し、裁判で決着をつけることになった。 |
| 2014 | ヒックとドラゴン2 How to Train Your Dragon 2                             | 共同製作                             | |
| 2014 | 7500 Flight 7500                                                         | 製作                                 | |
| 2014 | ウーマン・イン・ブラック2 死の天使 The Woman in Black: Angel of Death    | 製作総指揮                           | |
| 2015 | ラン・オールナイト Run All Night                                         | 製作                                 | |
| 2015 | ポルターガイスト Poltergeist                                             | 製作                                 | 『ポルターガイスト』(1982)のリメイク版                                                                                         |
| 2015 | Hidden                                                                   | 製作                                 | |
| 2016 | ザ・ボーイ -人形少年の館- The Boy                                        | 製作                                 | |
| 2016 | ブレア・ウィッチ Blair Witch                                             | 製作                                 | |
| 2016 | Iris                                                                     | 製作総指揮                           | |
| 2017 | スリープレス・ナイト Sleepless                                           | 製作                                 | 『スリープレス・ナイト』Sleepless Night(2011)のリメイク版                                                                      |
| 2017 | レゴバットマン ザ・ムービー The Lego Batman Movie                        | 製作                                 | |
| 2017 | ザ・リング/リバース Rings                                                | 製作総指揮                           | |
| 2017 | ディザスター・アーティスト The Disaster Artist                           | 製作総指揮                           | |
| 2017 | Death Note/デスノート Death Note                                         | 製作                                 | 2003年に発売された同名漫画の映画化。                                                                                           |
| 2017 | IT/イット “それ”が見えたら、終わり。 It                                  | 製作                                 | 1990年に放送された『IT』シリーズを2部構成でリメイクし、1986年に出版されたスティーヴン・キングによる同名小説の2度目の映画化。   |
| 2017 | レゴニンジャゴー ザ・ムービー The Lego Ninjago Movie                     | 製作                                 | |
| 2018 | エクスティンクション 地球奪還 Extinction                                 | 製作総指揮                           | |
| 2019 | ヒックとドラゴン 聖地への冒険 How to Train Your Dragon: The Hidden World | 共同製作                             | |
| 2019 | ポラロイド Polaroid                                                      | 製作                                 | |
| 2019 | レゴ ムービー 2 The Lego Movie 2: The Second Part                        | 製作                                 | |
| 2019 | ゴジラ キング・オブ・モンスターズ Godzilla: King of the Monsters         | 製作総指揮                           | |
| 2019 | IT/イット THE END “それ”が見えたら、終わり。 It Chapter Two              | 製作                                 | |
| 2019 | ドクター・スリープ Doctor Sleep                                          | 製作総指揮                           | |
| 2020 | ザ・グラッジ 死霊の棲む屋敷 The Grudge                                   | 製作総指揮                           | |
| 2020 | ザ・ターニング The Turning                                               | 製作                                 | |
| 2020 | His House                                                                | 製作                                 | |
| 2020 | ザ・ボーイ -残虐人形遊戯- Brahms: The Boy II                             | 製作                                 | |
| 2021 | ゴジラvsコング Godzilla vs. Kong                                         | 製作総指揮                           | |
| 2022 | ドント・ウォーリー・ダーリン Don't Worry Darling                         | 製作                                 | |
| 2023 | Cobweb                                                                   | 製作                                 | |
| 2024 | 悪魔と夜ふかし Late Night with the Devil                                 | 製作                                 | |
| TBA  | Minecraft: The Movie                                                     | 製作                                 | ビデオゲーム『Minecraft』の実写映画化                                                                                          |
| TBA  | Bioshock                                                                 | ビデオゲーム『Bioshock』の実写映画化 | |

### テレビ
| 年         | 題名                              | 役割       |
| ---------- | --------------------------------- | ---------- |
| 2007       | I'm from Rolling Stone            | 製作総指揮 |
| 2013〜2014 | ベイツ・モーテル Bates Motel      | 製作総指揮 |
| 2016       | The Exorcist                      | 製作総指揮 |
| 2017〜2020 | プリンセス ユニキャット Unikitty! | 製作総指揮 |
| 2020       | The Stand                         | 製作総指揮 |